# Corrientes (Schiff, 1894)
Die Corrientes war ein Frachtschiff mit Passagiereinrichtungen, sie wurde 1894 von Blohm & Voss für die Hamburg-Südamerikanische Dampfschiffahrtsgesellschaft (Hamburg Süd) gebaut. Sie war das zweite Schiff dieses Namens bei dieser Reederei. 

## Lebenslauf
Die Corrientes lief im September 1894 bei Blohm & Voss vom Stapel und wurde im Februar 1895 von der Hamburg Süd in Dienst gestellt. Ihre Jungfernreise führte sie im September 1894 von Hamburg nach Südamerika. Ab 1911 fuhr sie für die Hamburg Süd drei Jahre unter argentinischen Flagge im Buenos Aires–Patagonien–Dienst. 1917 wurde sie von Brasilien beschlagnahmt und in Guaratuba umbenannt. Ab 1927 fuhr sie für den Lloyd Brasileiro und wurde 1936 in Rio de Janeiro abgewrackt.

## Technische Daten
Mit einer Länge von 104,5 m und einer Breite von 12,56 m war die Corrientes mit 3.775 BRT vermessen und hatte eine Tragfähigkeit von 5.125 tdw. Zur Dampferzeugung dienten zwei Zylinderkessel, die, wie auch die Dreifachexpansions-Dampfmaschine mit einer indizierten Nennleistung von 1.500 PS (1100 kW), auf der Bauwerft in Hamburg entstanden. Damit erreichte die Corrientes eine Geschwindigkeit von 10,5 Knoten. Es standen Passagiereinrichtungen für 12 Passagiere der 1. Klasse und 144 Passagiere im Zwischendeck zur Verfügung. Die Besatzung bestand aus 38 Mann.

## Hamburg-Süd Dampfer 1886–1894
Die Corrientes war das vorletzte von 19 Schiffen einer neuen, größeren und schnelleren Schiffsklasse der Hamburg Süd Ende des 19. Jahrhunderts. Diese Schiffe wurden ab 1886 von vier verschiedenen Werften abgeliefert, und es waren die ersten Hamburg-Süd-Schiffe, die mit einer Dreifachexpansions-Dampfmaschine ausgerüstet waren. Es waren keine reinen Schwesterschiffe, denn sie unterschieden sich aufgrund der verschiedenen Bauwerften, und es gab Weiterentwicklungen hinsichtlich der Technik aber auch der Größe. So war die Bahia (Armstrong Werft, Newcastle, 1886) mit 2.175 BRT vermessen, die Corrientes dagegen mit 3.775 BRT. Beginnend mit der 1887 abgelieferten Olinda ließ die Hamburg Süd ihre Schiffe mit einem Dynamo und mit elektrischer Beleuchtung ausstatten.